# Sagmariasus verreauxi
Sagmariasus verreauxi är en kräftdjursart som först beskrevs av H. Milne Edwards 1851.  Sagmariasus verreauxi ingår i släktet Sagmariasus och familjen Palinuridae. IUCN kategoriserar arten globalt som livskraftig. Inga underarter finns listade i Catalogue of Life.

## Bildgalleri

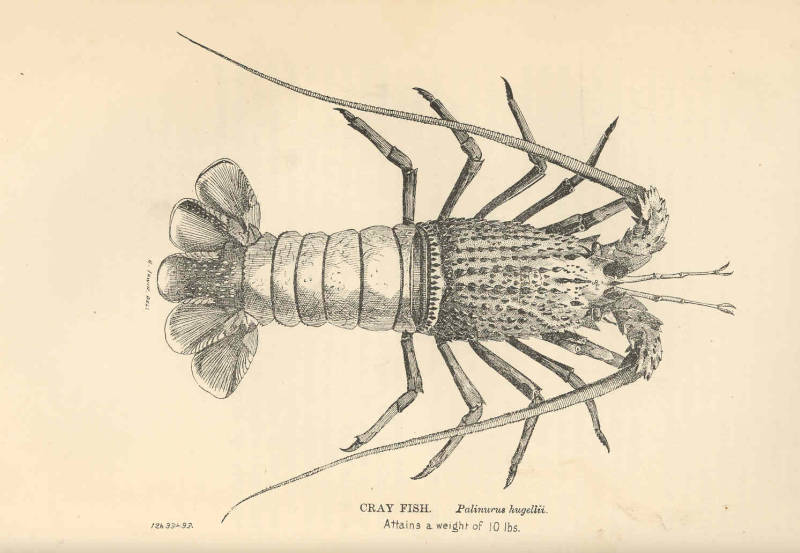